# Змийски очи
„Змийски очи“ (на английски: Snake Eyes) е американски конспиративен трилър от 1998 г., режисиран и продуциран от Брайън Де Палма. Де Палма също написа сюжета с Дейвид Коп, който е сценарист на филма. Във филма участват Никълъс Кейдж, Гари Синийс, Джон Хърд, Карла Гуджино, Стан Шоу и Кевин Дън. Филмът е пуснат и продуциран от „Парамаунт Пикчърс“, „Буена Виста Интернешънъл“ и „Тъчстоун Пикчърс“ на 7 август 1998 г. и печели 104 млн. щ.д. при бюджет от 73 млн. щ.д.